# Juan Ramón Ezeiza
Juan Ramón Ezeiza —en la seva època: Juan Ramón de Ezeyza Alvares— (Gualeguay, Entre Ríos, 1798 – Buenos Aires, gener de 1864) va ser un estancier i coronel argentí, que va participar en les guerres civils a la província de Buenos Aires. La localitat d'Ezeiza, propera a la ciutat de Buenos Aires, porta per nom el seu cognom en honor del seu fill José María; per ell, porta el seu nom l'Aeroport d'Ezeiza, porta d'entrada internacional de la capital argentina.

## Biografia
En la seva joventut va ser un petit estancier de la seva província natal. Va destacar com a oficial de l'exèrcit provincial en les lluites contra Buenos Aires. Va acompanyar al cabdill Eusebio Hereñú en la seva defecció de 1818, i es va incorporar a l'exèrcit de la província de Buenos Aires fins al 1822, en què en va obtenir la baixa.
Va aprofitar la llei d'emfiteusi del govern de Martín Rodríguez per comprar una estància en el partit de Dolores, l'Estancia del Durazno. Va tenir un important desenvolupament ramader i va arribar a ser molt ric i influent. Era jutge de pau del Partido de Mar Chiquita al moment de produir-se el bloqueig francès al Riu de la Plata, l'any 1838. Com als altres ramaders, això li va causar alguns problemes econòmics; d'altra banda, la pressió moral exercida pels oficials federals el va dur a l'oposició.

### Revolució
Es va unir a la revolució dels Libres del Sur, dirigida per Pedro Castelli, Ambrosio Crámer i Manuel Rico, i va convèncer els seus peons de que anessin a lluitar en defensa de Rosas, amb la qual cosa va reunir a Dolores una gran quantitat de gautxos, entre empleats seus i veïns. Amb ells es va traslladar, al costat de la resta de l'exèrcit, fins a Chascomús, on van ser atacats per tropes del govern. Abans d'iniciar-se la Batalla de Chascomús, el cap enemic es va identificar com Prudencio Rosas, germà del Restaurador, i molts gautxos van abandonar l'exèrcit. Van ser completament derrotats.
Ezeiza va fugir del camp de batalla acompanyant al coronel Castelli, que es va aturar a descansar al costat de la Llacuna del Durazno, on estava l'estada. Allí va ser atrapat i decapitat per una partida federal, mentre Ezeiza salvava la seva vida per casualitat. Va fugir a l'Uruguai tornant a la seva estància anys més tard, i no va ser molestat fins al final del govern de Rosas.
Va donar suport a la revolució de l'11 de setembre de 1852 i a la segregació de l'Estat de Buenos Aires. Va recolzar militar i econòmicament a les forces portenyes que van recolzar al govern contra les forces d'Hilario Lagos, i va participar en la Batalla de San Gregorio, derrota portenya, en la qual va ser pres presoner. Durant tot el setge de Buenos Aires va romandre pres a Flores. Als anys següents es va exiliar a Entre Ríos, i va tornar a Buenos Aires després de la Batalla de Cepeda i del Pacte de San José de Flores.
Va morir a Buenos Aires el 1864.